# Paco Rabanne
Paco Rabanne, fullständigt egentligt namn Francisco Rabaneda Cuervo, född 18 februari 1934 i Pasaia, Gipuzkoa, Baskien, död 3 februari 2023 i Portsall, Finistère, Bretagne, var en spansk modeskapare med baskiskt ursprung. Han blev känd som en enfant terrible i den franska modevärlden under 1960-talet.

## Unga år och utbildning
Rabanne föddes den 18 februari 1934 i den baskiska staden Pasaia i provinsen Gipuzkoa, Baskien. Hans far, en republikansk överste, blev avrättad av nationalisterna under Spanska inbördeskriget. Rabannes mor var chefsömmerska hos Cristóbal Balenciagas första modehus i Donostia, Baskien.
1937, på grund av spanska inbördeskriet, flyttade Rabannes familj till Paris när Balenciaga öppnade där. I mitten av 1950-talet, när han studerade arkitektur vid École Nationale des Beaux-Arts i Paris, tjänade Rabanne sitt uppehälle genom att göra modeskisser för Dior och Givenchy, och skoskisser för Charles Jourdan. Trots detta tog han sedan arbete hos Frankrikes främsta utvecklare av armerad betong, August Peret, och arbetade där i över tio år.

## Karriär

### Mode

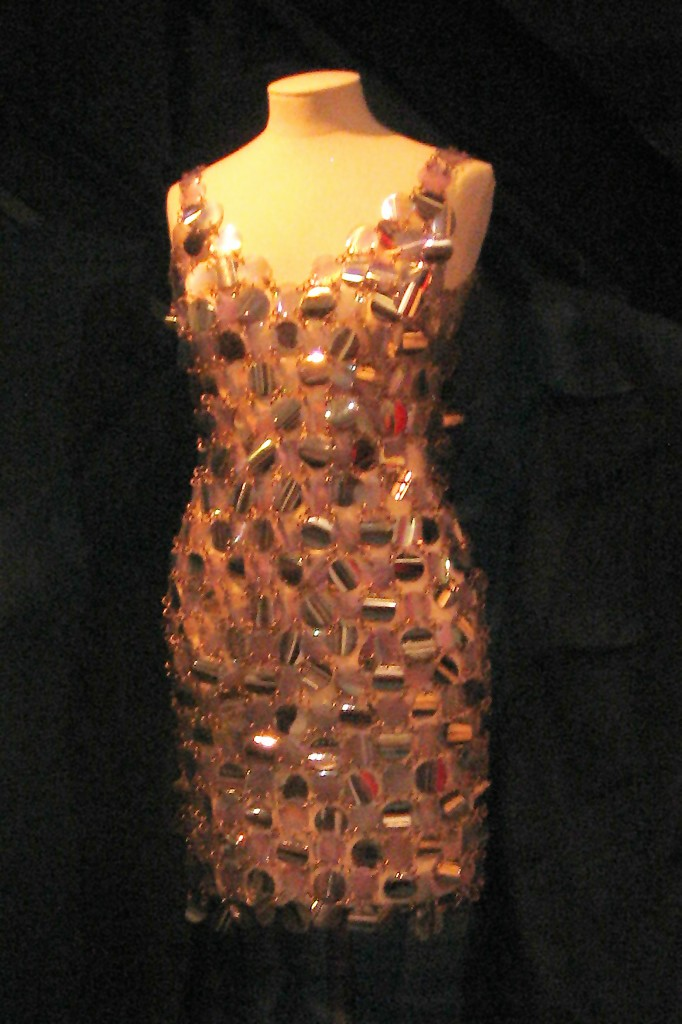
Paco Rabannes metall- och plastdress, 1967

Han började sin karriär inom mode genom att formge smycken för Givenchy, Dior, och Balenciaga och öppnade sitt eget modehus 1966. Han använde okonventionella material som metall, papper och plast för sina bisarra och extravaganta skapelser.
Rabanne är känd för den gröna kostymen som bars av Jane Fonda 1968 i sciencefictionfilmen Barbarella. Françoise Hardy var stort fan av Rabannes design.

### Parfym
1968 började han samarbeta med parfymföretaget Puig,  vilket resulterade i att företaget marknadsförde Rabannes parfymer. 1976 startade man en tillverkning av parfymer i Chartres, Frankrike.
Under 1980-talet blev registreringen av hans parfymmärke förverkad. Enligt ett domstolsbeslut hade märket aldrig officiellt varit i Brasilien, trots omfattande marknadsföring och stark lokal kännedom. Domstolen skäl var att Puigs lokale distributör smugglade parfym till Brasilien. Företaget kunde inte uppvisa att man betalat tull. Det tog sex sju år för att återupprätta Rabannes varumärke i Brasilien.